# Ripipteryx
Ripipteryx is een geslacht van rechtvleugeligen uit de familie Ripipterygidae. De wetenschappelijke naam van dit geslacht is voor het eerst geldig gepubliceerd in 1834 door Newman.

## Soorten
Het geslacht Ripipteryx omvat de volgende soorten:
- Ripipteryx amazonica Günther, 1969
- Ripipteryx antennata Hebard, 1924
- Ripipteryx atra Serville, 1838
- Ripipteryx biolleyi Saussure, 1896
- Ripipteryx boliviana Bruner, 1916
- Ripipteryx brasiliensis Günther, 1969
- Ripipteryx bruneri Chopard, 1920
- Ripipteryx capotensis Günther, 1970
- Ripipteryx carbonaria Saussure, 1896
- Ripipteryx crassicornis Günther, 1969
- Ripipteryx cruciata Bruner, 1916
- Ripipteryx cyanipennis Saussure, 1874
- Ripipteryx difformipes Chopard, 1956
- Ripipteryx ecuadoriensis Günther, 1963
- Ripipteryx femorata Chopard, 1956
- Ripipteryx forceps Saussure, 1896
- Ripipteryx furcata Günther, 1976
- Ripipteryx hydrodroma Saussure, 1896
- Ripipteryx insignis Chopard, 1937
- Ripipteryx laticornis Günther, 1963
- Ripipteryx lawrencei Günther, 1969
- Ripipteryx limbata Burmeister, 1838
- Ripipteryx luteicornis Chopard, 1920
- Ripipteryx marginata Newman, 1834
- Ripipteryx marginipennis Bruner, 1916
- Ripipteryx mediolineata Günther, 1969
- Ripipteryx mexicana Saussure, 1859
- Ripipteryx mopana Heads & Taylor, 2012
- Ripipteryx nigra Günther, 1963
- Ripipteryx nodicornis Hebard, 1924
- Ripipteryx notata Burmeister, 1838
- Ripipteryx ornata Chopard, 1927
- Ripipteryx paraprocessata Günther, 1989
- Ripipteryx pasochoensis Heads, 2010
- Ripipteryx processata Günther, 1969
- Ripipteryx rivularia Saussure, 1896
- Ripipteryx saltator Saussure, 1896
- Ripipteryx saopauliensis Günther, 1969
- Ripipteryx saussurei Günther, 1969
- Ripipteryx scrofulosa Saussure, 1896
- Ripipteryx sturmi Günther, 1963
- Ripipteryx tricolor Saussure, 1896
- Ripipteryx trilobata Saussure, 1874
- Ripipteryx trimaculata Günther, 1969
- Ripipteryx vicina Chopard, 1956